# Ko Lao Pe
Ko Lao Pe – tajska wyspa leżąca na Morzu Andamańskim. Administracyjnie położona jest w prowincji Krabi. Najwyższe wzniesienie wynosi w przybliżeniu 5 m n.p.m. Wyspa jest niezamieszkana.
Leży w odległości około 2,6 km na południe od wyspy Ko Po Da Nok oraz 75 m na północny zachód od Ko Si.